# 隱藏角菊珊瑚
隱藏角菊珊瑚（学名：Favites abdita），又名秘密角蜂巢珊瑚。为菊珊瑚科/蜂巢珊瑚科角菊珊瑚屬/角蜂巢珊瑚属下的一个种。